# Gensingen
Gensingen település Németországban, Rajna-vidék-Pfalz tartományban. Lakosainak száma 3924 fő (2023. december 31.).

## Népesség
A település népességének változása:
| Lakosok száma | 2344 | 4017 | 3962 | 3939 | 3948 | 3924 |
|               | 1975 | 2017 | 2019 | 2021 | 2022 | 2023 |